# Rhagastis lunata
Rhagastis lunata is een vlinder uit de familie van de pijlstaarten (Sphingidae). De wetenschappelijke naam van de soort werd in 1900 gepubliceerd door Lionel Walter Rothschild.